# Walter-Picard-Preis
Der Walter-Picard-Preis wird alle zwei Jahre seit 2002 vom Landeswohlfahrtsverband Hessen ausgesprochen. Er ist mit 5000 Euro dotiert, Namensgeber ist Walter Picard.
Mit der Verleihung des Walter-Picard-Preises sollen die Verdienste Prof. Walter Picards als Initiator der Psychiatrie-Enquête und Mitbegründer der Aktion Psychisch Kranke e. V. gewürdigt werden, sollen Reformideen der Psychiatrie-Enquete gepflegt, weiterentwickelt und realisiert werden, soll die Öffentlichkeitsarbeit zugunsten psychisch kranker Menschen vertieft werden.
Der Walter-Picard-Preis kann an Personen, Institutionen und Organisationen verliehen werden, die sich im Sinne der Psychiatrie-Enquete insbesondere um die sozialpsychiatrische Versorgung der hessischen Bevölkerung sowohl im medizinischen als auch im komplementären, ambulanten, teilstationären und vollstationären Bereich, aber auch im nicht institutionellen Bereich (z. B. Besuchsdienst, Beratung, Nachbarschaftshilfe) verdient gemacht haben.